# Округ Хилсборо (Њу Хемпшир)
Округ Хилсборо (енгл. Hillsborough County) је округ у америчкој савезној држави Њу Хемпшир.

## Демографија
По попису из 2010. године број становника је 400.721, што је 19.88 (5,2%) становника више него 2000. године.
| Група             | 2000.           | 2010.           |
| Белци             | 351.337 (92,3%) | 351.224 (87,6%) |
| Афроамериканци    | 4.904 (1,3%)    | 8.298 (2,1%)    |
| Азијати           | 7.601 (2,0%)    | 12.954 (3,2%)   |
| Хиспаноамериканци | 12.166 (3,2%)   | 21.241 (5,3%)   |
| Укупно            | 380.841         | 400.721         |